# Maigret (serie de televisión)
Maigret es una serie británica de la ITV, presentada en 1992. Fue protagonizada por Michael Gambon. Basada en la vida del personaje de Comisario Maigret, creado por el escritor belga, Georges Simenon. La serie fue separada en dos temporadas (1ª en 1992 y 2ª en 1993), ambas de 6 episodios.

## Reparto
- Michael Gambon - Jules Maigret
- Geoffrey Hutchings - Sgt Lucas
- Jack Galloway - Inspector Janvier
- James Larkin - Inspector Lapointe
- Ciaran Madden - Madame Maigret
- John Moffatt - M. Comeliau
- Christian Rodska - Moers